# Cyphonocerus jenniferi
Cyphonocerus jenniferi là một loài bọ cánh cứng trong họ Đom đóm (Lampyridae). Loài này được Jeng & Satô in Jeng, Yang & Satô miêu tả khoa học năm 1999.